# سانیا چونگ
سانیا چونگ (انگلیسی: Saniya Chong؛ زادهٔ ۲۷ ژوئن ۱۹۹۴) بازیکن بسکتبال اهل ایالات متحده آمریکا است.